# یواس‌اس پانتر (۱۸۸۹)
یواس‌اس پانتر (۱۸۸۹) (به انگلیسی: USS Panther (1889)) یک کشتی بود که طول آن ۳۲۴ فوت ۴ اینچ (۹۸٫۸۶ متر) بود.